# All For love (álbum de Planetshakers)
El álbum All For Love (Todo por amor, traducido al español), es una producción grabada en vivo por Planetshakers entre el 2 y el 5 de enero en la Conferencia Planetshakers el año 2007.

## Temas
- All For Love (4:36)
- Today (4:31)
- Better Than Life (3:28)
- King Of All (6:26)
- I Love You (5:40)
- Holding On (4:21)
- Free (4:04)
- All That Matters (5:19)
- Surrender (9:06)
- Come Holy Spirit (5:52)
- I Need You (6:31)
- The Anthem (10:59)